# 钱贵
參數所指定的目標頁面不存在，建議更正成存在頁面或直接建立下列一個頁面（建立前請先搜尋是否有合適的存在頁面可以取代）：
- 钱贵 (消歧义)

钱贵（1929年9月—2014年10月5日），黑龙江穆棱兴源镇人，中国人民解放军将领、中国人民解放军中将。
1946年，参加东北民主联军并入党，编入炮兵部队。先后参加三下江南、四保临江战役、四平战役、辽沈战役、平津战役、宜沙战役、衡宝战役、广西战役等。多次负伤、立功，获解放奖章。
1950年，随三十八军第一批入朝作战，历经第一、二、三、四、五次战役，获朝鲜人民英雄军功章。
1951年，任三十八军一一二师炮兵团指挥连连长。
1955年，任三十八军一一二师三九二团副团长，被授予大尉军衔。
1960年，选送进入西安炮兵学校学习战略导弹技术，毕业后参与秘密组建中国人民解放军第二炮兵部队。
1964年，任炮兵团803团团长。
1969年，任第二炮兵第五十一基地副参谋长。任上领导成功研制机动发射基座，使部队获得了机动发射战略导弹的能力。
1978年，任第二炮兵第五十一基地参谋长。
1979年，解放军军事学院高级系毕业。
1980年，任第二炮兵第五十一基地副司令员。
1983年，任第二炮兵第五十一基地司令员。
1985年，任第二炮兵参谋长，第二炮兵常委。
1988年，被授予中将军衔、胜利功勋荣誉章。
1990年，任第二炮兵副司令员，第二炮兵常委。
曾任第六届全国人大代表，第八届、第九届全国政协委员。
2014年10月5日，在北京逝世。